# Роксоланська теорія

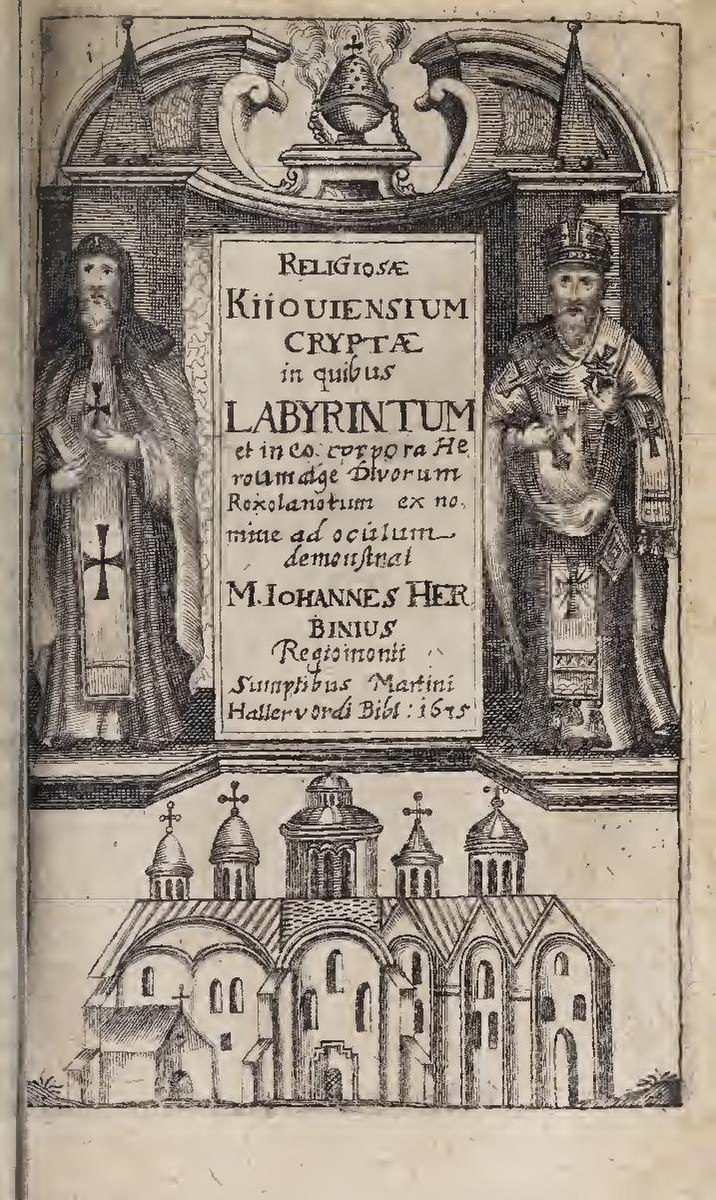
Книга 1675 року про поховання руських святих («Divorum Roxolanorum») у Києво-Печерській лаврі

Роксоланська теорія або роксоланізм — етногенетична концепція, що зародилася в епоху Відродження й постулювала, що народ Русі веде своє походження від давніх роксоланів. Набула популярності в Європі та, зокрема, Речі Посполитій. Потім відіграла значну роль у російській історіографії.

## Історія
Уперше про зв'язок між русинами й зазначеними Страбоном роксоланами писав у творі «Про стан Європи за правління Фрідріха III» Енєа Сільвіо Бартоломео Пікколоміні, який пізніше став папою Пієм II. Серед польських істориків першим про це писав Матвій із Міхова у «Трактат про дві Сарматії» в 1517 році. Ця концепція була використана та розвинена багатьма європейськими істориками та інтелектуалами. До причин її популярності в руслі загальноєвропейської тенденції того часу з пошуку походження народів в Античності відносяться співзвучність назв та географічна близькість Русі та Північного Причорномор'я, де в давнину жили роксолани. На основі цих ідей Русь у західних та західноруських джерелах раннього нового періоду нерідко називається Роксоланією. На відміну від аквітанського племені рутенів, назва яких також була запозичена для позначення східних слов'ян і Русі, але які не підходили на роль предків народу Русі, роксоланів дійсно вважали такими, а їхні війни з понтійським царем Мітрідатом Євпатором представлялися фактом руської історії.
Популярність роксоланської концепції в Речі Посполитій XVI—XVII століть визначалася також тим, що походження від сарматського племені роксоланів давало західноруській шляхті можливість приєднатися до панівної в Речі Посполитої концепції сарматизму, що обґрунтовує особливі шляхетські права.
Роксоланська концепція зустрічається у творі члена київського братства Захарії Копистенського «Палінодія» (1621), а також у «Синопсисі Київському» Інокентія Ґізеля (1674). Архієпископ Феофан Прокопович вибрав назву для своєї промови з приводу смерті Петра I «Роксоланські сльози» (лат. «Lacrime Roxolanae»). Російський історик Дмитро Іловайський висловлював впевненість, що «Рось або Русь і Роксолани це одна й та сама назва, один і той же народ». Російський історик Георгій Вернадський також відзначав схожість першої частини назви роксоланів із найменуванням росів. На його думку, назва роксолани пізніше була прийнята групою слов'янських антів. Група вчених, що є прихильниками роксоланської теорії, існує й нині.

## Критика
Критика роксоланської концепції почалася в XIX столітті завдяки розвитку критики джерел, допоміжних історичних дисциплін та лінгвістики, а також більш поглибленим дослідженням історії сарматських народів, у тому числі роксоланів.